# Brussels Museums
Brussels Museums (voorheen Nederlands: Brusselse Museumraad, Frans: Conseil bruxellois des Musées) is een onafhankelijke koepelorganisatie voor de musea van het Brussels Hoofdstedelijk Gewest. Het vertegenwoordigt om en nabij 100 federale, gemeentelijke, gemeenschaps- en privémusea. 
De Brussels Museums voert promotie voor de Brusselse musea via een portaalsite en de Brussels Card, die toegang verleent tot een dertigtal Brusselse musea en het Brussels openbaar vervoer. De Brussels Museums organiseert tevens jaarlijks de Nocturnes van de Brusselse musea (elke donderdag van 17u tot 22u van midden september tot midden december) en Museum Night Fever (een evenement voor en door jongeren op een zaterdagnacht eind februari of begin maart).
De Brussels Museums werd in 1995 opgericht door een aantal museumdirecteuren en conservatoren.